# Leandra nianga
Leandra nianga är en tvåhjärtbladig växtart som först beskrevs av Dc, och fick sitt nu gällande namn av Célestin Alfred Cogniaux. Leandra nianga ingår i släktet Leandra och familjen Melastomataceae. Inga underarter finns listade i Catalogue of Life.